# Брестака
Брестака е село в Западна България. То се намира в Община Мирково, Софийска област.

## География
Село Брестака се намира в планински район.